# Chémeré-le-Roi
Chémeré-le-Roi – miejscowość i gmina we Francji, w regionie Kraj Loary, w departamencie Mayenne.
Według danych na rok 1990 gminę zamieszkiwały 383 osoby, a gęstość zaludnienia wynosiła 25 osób/km² (wśród 1504 gmin Kraju Loary Chémeré-le-Roi plasuje się na 921. miejscu pod względem liczby ludności, natomiast pod względem powierzchni na miejscu 762.).
Na terenie gminy znajduje się klasztor dominikańskiego Bractwa Świętego Wincentego Ferrariusza.
- Strona Bractwa Świętego Wincentego Ferrariusza